# شری مک‌کیو
شری مک‌کیو (انگلیسی: Sherry McCue؛ زادهٔ ۱۶ سپتامبر ۱۹۹۴) بازیکن فوتبال اهل انگلستان است که برای دربی کانتی بازی می‌کند. مک‌کیو پیش از این برای استون ویلا و لستر سیتی بازی کرده بود.